# Heilige Gänse des Amun

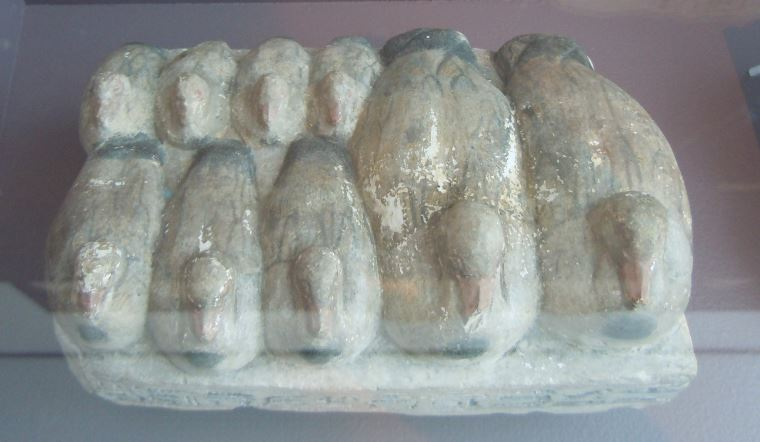
Heilige Gänse des Amun

Zur ägyptischen Sammlung des Roemer- und Pelizaeus-Museum in Hildesheim gehört die in Rundplastik ausgeführte Votivgabe der Heiligen Gänse des Amun aus dem Neuen Reich, 19. Dynastie um 1250 v. Chr. Sie besteht aus Kalkstein und ist in Hellrot, Blau, Schwarz und Ocker bemalt. Das Objekt ist 7,5 cm hoch, 17,2 cm breit und 11,5 cm tief.

## Fundort
Die bemalte Gruppe der Heiligen Gänse des Amun stammt aus Deir el-Medina, der Handwerkerstadt in Theben West. Das Roemer- und Pelizaeus-Museum kaufte das Objekt im Jahr 1957 an.

## Beschreibung
Das Objekt zeigt auf einem Kalksteinsockel die Gänse des Amun, wobei die insgesamt neun Tiere in unterschiedlicher Größenordnung, zwei große, drei mittlere und vier kleine, nebeneinander liegend die rechteckige Sockelfläche völlig ausfüllen. Auf der Vorderseite der Basis ist eine Inschrift angebracht, die das Objekt als Votivgabe identifiziert. Die Inschrift besagt weiterhin: „gemacht von dem Bildhauer des Amon (Amun), am Platz der Wahrheit, Keni, gerechtfertigt, der sagt: Ewigkeit für die Gänse des Amon.“ Die Gans war eins der heiligen Tiere des Amun.
Die enge Verbindung des Handwerkers Keni zum „König der Götter“ mag einen familiären Hintergrund besitzen. Während Kenis Vater als Steinmetz im Amuntempel von Karnak tätig war, wurde Keni zunächst einfaches Mitglied der Arbeiterschaft in Theben West und stieg während der Arbeiten am Grab Ramses II. zum Steinmetz auf. In dieser Position brachte es Keni zu ansehnlichem Wohlstand, worauf neben einem aufwändig ausgestatteten Grab (TT4; wahrscheinlich auch noch TT337) wohl auch diese bisher ohne Parallelen gebliebene Gruppe der Heiligen Gänse des Amun verweist. Die Anzahl der Gänse könnte als Hinweis auf die von Amun angeführte Götterneunheit von Theben gedeutet werden.